# Deuce Bigalow : Gigolo malgré lui
Pour les articles homonymes, voir Gigolo.
Série
Deuce Bigalow : Gigolo à tout prix
(1999)
Pour plus de détails, voir Fiche technique et Distribution.
Deuce Bigalow : Gigolo malgré lui, ou Deuce Bigalow: Gigolo Européen au Québec (Deuce Bigalow : European Gigolo) est un film américain réalisé par Mike Bigalow. en 2005. Il est la suite de Deuce Bigalow : Gigolo à tout prix, sorti en 1999 (Deuce Bigalow: Male Gigolo). 

## Synopsis
Deuce Bigalow est invité par son ami proxénète TJ Hicks à se rendre à Amsterdam. Il l'accepte volontiers l'invitation d'autant qu'il vient de provoquer un massacre involontaire dans un club de natation pour mal voyants. Il se rend donc aux Pays-Bas pas en emportant la jambe artificielle de sa femme morte à Malibu d'une attaque de requin il y a quelques mois. À Amsterdam, Deuce découvre la ville, ses prostituées et ses coffee shops, TJ Jicks lui présente certains de ses amis gigolos dont Heinz Hummer, et lui apprend à ce propos qu'un tueur de gigolo sévit en ce moment dans la ville. 
Se promenant dans les rues, Deuce aperçoit Heinz inanimé, tandis qu'une silhouette féminine revêtue d'un manteau léopard s'enfuit au loin. Pensant qu'il est drogué, il transporte le corps jusqu'à la péniche de TJ Hicks, qui constate qu'il est mort et va pour se débarrasser du corps en le jetant à l'eau. Mais à ce moment précis passe un bateau de touristes qui le photographie en train d'ouvrir la braguette du cadavre. Pour la police et la presse, c'est donc clair : TJ Hicks est le tueur de gigolo. Ce dernier est obligé de se cacher et Deuce va tenter de prouver son innocence.
Deuce fait alors la rencontre d'Eva, la nièce du commissaire chargé de l'enquête, qui souffre de troubles obsessionnels compulsifs, et une idylle commence entre eux deux. Après avoir assisté à un congrès du syndicat des gigolos, Deuce parvient à se procurer la liste des dernières clientes des gigolos assassinés. Avec l'aide de TJ Hicks déguisé, il va les visiter les unes après les autres mais ne trouve pas l'assassin. Se rendant chez Eva, il patiente pendant qu'elle prend sa douche, et aperçoit alors dans le dressing entrouvert une robe panthère analogue à celle de l'inconnu qu'il avait aperçu le jour de la mort de Heinz. Il est donc persuadé qu'Eva est la tueuse. Il se rend donc chez le commissaire pour la dénoncer. Celui-ci écoute Deuce, puis se rend chez sa nièce, et lui révèle qu'il est le tueur de gigolo et qu'il projette de faire exploser une bombe dans un théâtre où a lieu la remise des "érections d'or" de l'année afin de supprimer tous les gigolos de la ville. En chemin, le commissaire propose à Deuce de l'emmener au théâtre, ce dernier ne connaissant pas encore la vérité. Eva prend son scooter et parvient à prévenir Deuce du danger. Ce dernier parviendra à faire évacuer la salle puis provoquera le commissaire en duel qui sera finalement arrêté.

## Fiche technique
- Titre : Deuce Bigalow : Gigolo malgré lui
- Titre québécois : Deuce Bigalow : Gigolo européen
- Titre original : Deuce Bigalow : European Gigolo
- Réalisation : Mike Bigalow
- Scénario : Rob Schneider, David Garrete et Jason Ward
- Musique : James L. Venable
- Photographie : Marc Felperlaan
- Montage : Peck Prior et Sandy S. Solowitz
- Production : Adam Sandler, Jack Giarraputo, John Schneider et Kate Downes
- Société de production : Columbia Pictures, Happy Madison Productions et Out of the Blue... Entertainment
- Société de distribution : Columbia Pictures (États-Unis)
- Pays :  États-Unis
- Genre : Comédie
- Durée : 83 minutes
- Dates de sortie : 
  -  États-Unis : 12 août 2005
  -  France : 28 septembre 2005

## Distribution
Légende : Version Québécoise (V.Q.).
- Rob Schneider (V.F. : Eric Metayer ; V.Q. : François Godin) : Deuce Bigalow
- Eddie Griffin (V.F. : Lucien Jean-Baptiste ; V.Q. : François L'Écuyer) : T.J. Hicks
- Jeroen Krabbé (V.Q. : Stéphane Rivard) : Gaspar Voorsboch
- Til Schweiger (V.Q. : Patrice Dubois) : Heinz Hummer
- Carlos Ponce (V.Q. : Daniel Picard) : Rodrigo
- Hanna Verboom (V.Q. : Camille Cyr-Desmarais) : Eva
- Alex Dimitriades (V.Q. : Alain Sauvage) : Enzo Giarraputo
- Kostas Sommer (en) (V.Q. : Jacques Lussier) : Assapopoulos Mariolis
- Federico Dordei (it) (V.Q. : Philippe Martin) : Mahmoud
- Oded Fehr (V.Q. : Pierre Auger) : Antoine Laconte
- Norm Macdonald (V.Q. : Pierre Chagnon) : Earl McManus (non-crédité)
- Adam Sandler (VF : Serge Faliu) : Javier Sandooski (non-crédité)
- Monika Kuczewska : La présentatrice de la météo (non-crédité)